# Добровільна народна дружина
Добровільна народна дружина (ДНД) — в СРСР та Росії, добровільна організація, що надає допомогу державним правоохоронним органам в охороні громадського порядку, охорони державного кордону, на рівні підприємства, колективного господарства, домоуправління, вулиці чи села.
В СРСР дружини мали статус громадських самодіяльних організацій, їх завданнями були боротьба зі злочинністю, допомогу прикордонним військам в охороні державного кордону, попередження і припинення порушень громадського порядку та проведення виховної роботи з населенням у сприянні з державними органами. У своїй діяльності, дружини отримували допомогу з боку держави, комсомольських, партійних і профспілкових організацій.

## СРСР
Один з перших випадків залучення волонтерів для надання допомоги органам міліції мав місце в 1926 році в Ленінграді (наказ начальника міліції Ленінграда № 120 за 1926 рік[6]), згідно з яким на ряді промислових підприємств та в установах міста були створені комісії громадського порядку (КОП), 1927 року в місті працювали 240 комісій, які об'єднували 2300 активістів. Комісії надали значну допомогу в роботі з п'яницями та боротьбі з хуліганством.
У 1927 році НКВС СРСР була затверджена «Інструкція про порядок призначення та діяльності сільських виконавців», яка визначала права та обов'язки помічників міліції в сільській місцевості. На сільських виконавців були покладені такі функції[8]: надання допомоги органам міліції у підтриманні громадського порядку і боротьбі з кримінальною злочинністю;
при виявленні злочину — охорона місця події до прибуття працівників міліції;
супровід заарештованих і затриманих до найближчого органу міліції;
повідомлення органам міліції та сільській Раді про появу в селі кримінальних злочинців, підозрілих осіб і дезертирів, зберігання і збут самогону;
сприяння посадовим особам при виконанні ними своїх обов'язків;
спостереження за порядком на ярмарках і базарах;
спостереження за чистотою та санітарним станом селища і справністю доріг;
повідомлення в сільраду про всіх випадках появи в селищі епідемії або епізоотії;
надання допомоги хворим, потерпілим від злочину, стихійного лиха або нещасного випадку, а також іншим особам, які потребують допомоги;
отримання та відправка пошти свого сільради у разі, якщо сільрада не має свого листоноші або письмоносца;
оголошення громадянам про всі розпорядження органів влади шляхом оповіщення на зборах, з'їздах і зборах, а також шляхом вивішування розпоряджень і зборів у спеціально відведених для цього місцях.
До листопада 1928 року відносяться перші офіційні повідомлення про діяльність осередків добровільних товариств сприяння міліції (осодміл) на Нижньотагільському металургійному заводі. Осодмильці чергували в клубах, боролися з хуліганством, пияцтвом, самогоноварінням. Ініціативу тагильцев підхопили у Свердловську, Челябінську і Пермі, протягом року рух поширився по всій країні[9].
У 1929 році було розроблено Положення про товариства сприяння міліції.
25 травня 1930 року було прийнято постанову РНК РРФСР «Про товариства сприяння органам міліції та кримінального розшуку»[9].
Осодмил знаходився в підпорядкуванні місцевих Рад, з метою підвищити ефективність їх роботи було прийнято рішення про їх реформування. 26 квітня 1932 року РНК РРФСР прийняла постанову «Про реорганізацію товариств сприяння органам міліції та кримінального розшуку»[9], згідно з яким товариства сприяння органам міліції були перетворені у бригади сприяння міліції (бригадміл), які створювалися при відділеннях міліції.
Станом на початок 1941 року в лавах Бригадміл налічувалося до 400 тис. помічників міліції.
Після початку німецько-радянської війни особовий склад бригад сприяння міліції використовувався для комплектування пожежних і санітарних дружин, груп самозахисту та аварійно-відновлювальних загонів МППО, винищувальних батальйонів, частин народного ополчення та інших формувань.
Бригади сприяння міліції проіснували до 1958 року.

### Добровільні народні дружини в охороні державного кордону СРСР
Відповідно до Положення про охорону державного кордону 1960 року, Добровільні народні дружини беруть участь в охороні державних кордонів СРСР. За рішеннями місцевих партійних і комсомольських органів Добровільні народні дружини або спеціально проінструктовані з ініціативи органів КДБ групи дружинників залучаються до виконання завдань з охорони державної безпеки СРСР (недопущення протиправних зв'язків іноземців з радянськими громадянами, патрулювання по периметру особливо важливих військових та інших об'єктів, припинення спроб іноземців незаконно проникнути на ці об'єкти, фотографувати їх і т. д.).

## Історія
У зв'язку з тим, що в період після 1960 року почастішали випадки агресивного опору дружинників з боку правопорушників, 15 лютого 1962 року було прийнято Постанову Президії ВР СРСР «ПРО посилення відповідальності за посягання на життя, здоров'я і гідність працівників міліції і народних дружинників».
Наприкінці 1962 року дружинники крім патрулювання починають працювати в мікрорайонах при житлових конторах[13].
Станом на 1970 рік в СРСР діяли 100 тис. народних дружин.
Станом на початок 1972 року, чисельність дружинників в СРСР становила майже 7 млн осіб, протягом 1971 року ними було затримано понад 5 тисяч злочинців, попереджено значна кількість правопорушень.
У 1984 році в СРСР налічувалося 282 тисячі дружин (у складі яких діяли 40 тис. оперативних комсомольських загонів), 50 тис. пунктів охорони громадського порядку[16] і 13 млн дружинників, щодня виходили на чергування до 400 тис. осіб.

## Організаційна структура
Добровільні народні дружини створювалися на основі первинних комсомольських, партійних і профспілкових відділень, які перебували в кожному закладі (ВНЗ, підприємство або організація тощо).
Народним дружинам надавали організаційно-методичну допомогу по лінії місцевих органів внутрішніх справ та матеріально-технічну допомогу (надання приміщень, телефону, меблів…) по лінії керівництва підприємств, місцевих Рад та органів ДОСААФ.
У березні 1960 року в Ленінграді був створений перший загальноміський штаб ДНД і почали проводити навчальні семінари для дружинників[13]. Пізніше, на основі аналізу досвіду діяльності дружин МВС СРСР і Міністерством юстиції СРСР була розроблена єдина 24-годинна програма підготовки дружинників.
Надалі, до початку 1970-х років, за кожною дружиною було закріплено певну ділянку території, а штаби народних дружин, які здійснювали загальне керівництво діяльністю дружинників, створювалися не тільки на загальноміському рівні, але і на рівні міських районів, а також на підприємствах, що мали дружини чисельністю понад 100 осіб.
На початку 1970-х років для підвищення ефективності роботи ДНД у складі великих дружин у деяких містах СРСР виділяли спеціалізовані формування: оперативні загони — як правило, молодіжні або комсомольські. Оперативні комсомольські загони дружинників (ОКОД) зазвичай створювалися у вишах країни та складалися з суспільно активних студентів. Члени ОКОД у вільний час допомагали міліції не тільки в охороні громадського порядку на території студентських містечок, а й розкривали злочини разом зі співробітниками міліції. Одним із прикладів таких загонів може служити ОКОД НЕТІ імені Назифа Халімова з Новосибірська. Загін названо на честь студента, загиблого від рук злочинців під час чергування з охорони громадського порядку в 1966 році[18].
виховні групи — у виховно-профілактичній роботі з учнями, «важкими» дітьми й підлітками.
В період після 1974 року була створена єдина організаційна структура народних дружин, у складі яких виділяли:
- територіальні народні дружини
- спеціалізовані народні дружини:
  - дружини з роботи на транспорті (діяли на приміських поїздах і в метро, спільно з лінійними відділами УВСТ);
  - групи регулювання дорожнього руху (діяли спільно з працівниками ДАІ);
  - дружини по боротьбі з розкраданнями соціалістичної власності (займалися сторожовою охороною об'єктів, що брали участь в їх інженерному зміцненні — лагодження парканів, встановлення решіток і ліхтарів, стежили за дотриманням пропускного режиму та трудової дисципліни);
  - групи по роботі з неповнолітніми;
  - зведені оперативні загони дружинників (тимчасові об'єднання, які забезпечували правопорядок на урочистих, святкових, спортивних та інших масових заходах)
  - оперативні комсомольські загони дружинників (ОКОД).

Крім того, до 1984 року в деяких містах діяли інші форми спеціалізованих дружин: так, в Москві й Ленінграді були створені дружини з охорони порядку на воді (добровольці-рятувальники з-поміж спортсменів, які чергували на пляжах в літній час); у Ярославлі діяв позаштатний підрозділ дорожньо-патрульної служби, яке об'єднувало 150 власників автомобілів і мотоциклів;
в Києві діяла дружина по боротьбі з радіохуліганством; у Дзержинську (Горьківська обл. РРФСР) для вечірнього патрулювання окремих районів міста була створена спеціалізована дружина, яка об'єднує спортсменів та активістів клубу службового собаківництва.
Після того, як 1 грудня 1978 року було прийнято Постанову ЦК КПРС і Ради Міністрів СРСР «ПРО додаткові заходи з посилення охорони природи та поліпшенню використання природних ресурсів», в Грузинській РСР і ряді інших місць були організовані «зелені патрулі» ДНД в районі заповідників, заказників і господарств. Дружинники надавали допомогу співробітникам міліції та мисливським інспекторам у патрулюванні місцевості, боротьбі з осередками займання, протидії порушень режиму заповідних зон (розведення багать, викид сміття, вирубки…), рибальства та полювання.
Крім того, відомий випадок створення на базі народної дружини підрозділу муніципальної міліції — 11 січня 1990 року у зв'язку з ускладненням кримінальної обстанови і зростанням міжнаціональної напруженості, жителями селища Колхозабад Таджицької РСР в ініціативному порядку був створений загін муніципальної міліції для нічного патрулювання селища і допомоги міліції в забезпеченні громадського порядку в сільській місцевості. До складу загону увійшли відставні військові та ветерани МВС, а також кілька ветеранів бойових дій в Афганістані.

## Форми діяльності
Зазвичай дружинники в групах по кілька осіб патрулювали вулиці міст, периметр території підприємств і стежили за порядком у громадських місцях. Вони мали досить широкі повноваження, зокрема мали право затримати людину і доставити його у відділення міліції. Таким чином, кілька осіб без проблем справлялися з дрібними правопорушниками (хуліганами, п'яницями, порушниками тиші тощо).
Досить часто практикувалося спільне патрулювання (два-три дружинника під керівництвом міліціонера). У деяких випадках, дружинники могли виконувати додаткові функції: наприклад, за дорученням дільничного інспектора міліції вони вручали судові повістки та повідомлення.

### Результативність
Добровільні народні дружини внесли значний внесок у протидію злочинності. В цілому, за перші 25 років роботи дружин, понад 800 дружинників були нагороджені урядовими орденами й медалями, понад 6 тисяч — нагороджені медаллю «За відмінну службу з охорони громадського порядку», ще кілька тисяч були нагороджені почесним знаком «Відмінний дружинник», Почесними грамотами та цінними подарунками.
Відомі випадки героїзму і самопожертви, проявлені дружинниками, а також випадки затримання ними небезпечних злочинців і рецидивістів: у листопаді 1962 року у Вітебську дружинники Рибкін і Лимов затримали трьох бешкетників у заводській їдальні на вул. Димитрова. Після того, як Лимов попрямував за допомогою, хулігани напали на дружинника Ст. А. Рибкіна. В ході рукопашної сутички один з них раптово вихопив ніж і п'ять разів ударив дружинника, з метою вбити і сховатися до приходу співробітників міліції, однак у цей момент нападники були затримані. Тим, хто вчинив замах виявився військовий злочинець Іванов (засуджений до війни за хуліганство; в районі Синявинских висот він перейшов лінію фронту і поступив на службу в вермахт — спочатку у військово-інженерний підрозділ, строившее зміцнення, а потім в батарею далекобійної артилерії). За рішенням суду, Іванов був розстріляний. Тяжко поранений дружинник Рибкін вижив, за мужність при затриманні злочинців він був нагороджений орденом Червоної Зірки.
в жовтні 1963 року в Костромі дружинник Ю. П. Єрохов (за професією слюсар текстильної фабрики «Прапор праці») вступив у сутичку з озброєним рушницею злочинцем, був смертельно поранений, але зумів затримати нападника до прибуття міліції (згодом його ім'ям була названа одна з вулиць міста).
у Читі дружинник Ю. Ф. Кадкин (по професії — шофер мехколони № 902) затримав рецидивіста, озброєного обрізом рушниці.
Як зазначав міністр внутрішніх справ БРСР Ст. А. Піскарьов, дружини ставали доброю школою для відбору і початкової підготовки кадрів радянської міліції: тільки в 1984 році за рекомендацією з боку партійних, комсомольських організацій та трудових колективів на службу в органи міністерства внутрішніх справ було відібрано понад 3 тис. осіб, що мали досвід роботи у складі ДНД — «і це були вже морально і професійно підготовлені люди».

## Зовнішні відзнаки дружинників
Зовнішними відзнаками учасників народних дружин (дружинників) були червоні нарукавні пов'язки і нагрудні значки, які видавалися (або вручалися) разом з посвідченням члена Добровільної Народної Дружини.
Члени ДНД заохочувалися додатковими вихідними (відгулами) та днями до свого відпустки за основним місцем роботи, де перебувала первинне відділення партійної, комсомольської та профспілкової організації, яке направляло його на громадську діяльність.

### Розформування дружин
У 1991 році після розпаду СРСР і заборони КПРС, її всесоюзна молодіжна комсомольська організація ВЛКСМ була розпущена. Багато державні установи та підприємства були передані в приватну власність. Більшість нових власників відмовилося від змісту своїх профспілкових організацій. Майно партійних і комсомольських організацій було вилучено.

## Після 1991 року

### Білорусь
У Білорусі об'єднання громадян, які беруть участь в охороні правопорядку, називається «Добровільна дружина». Діяльність добровільних дружин і позаштатних співробітників правоохоронних органів здійснюється на підставі закону "Про участь громадян в охороні правопорядку, відповідно до «Примірного положення про добровільну дружину» та «Типовим положенням про порядок оформлення та діяльності позаштатних співробітників правоохоронних органів, органів і підрозділів з надзвичайних ситуацій, органів прикордонної служби Республіки Білорусь» (які затверджені постановою Ради міністрів). Окремо регламентується діяльність добровільних пожежних дружин.
Згідно з Положенням, добровільна дружина створюється за територіально-виробничим принципом за рішенням органу місцевого управління. Дружина утворюється на зборах громадян, яке скликає ініціативною групою. Керують дружиною обираються на зборах командир і штаб, можуть створюватися також міські, районні та обласні штаби. Дружинникам вручаються посвідчення (може прикріплятися до верхнього одягу у вигляді нагрудної картки), відмітний знак з особистим номером дружинника і нарукавна пов'язка встановленого зразка.
Серед завдань добровільних дружин в Білорусі — участь у профілактиці правопорушень, допомогу ДАІ[27], а також участь у забезпеченні порядку в разі надзвичайних ситуацій, у заходах щодо охорони та захисту державного кордону та ін. Так, з органами прикордонної служби в країні взаємодіють 178 дружин, в яких бере участь близько 2 тис. громадян (2008). За даними Державного прикордонного комітету Білорусі, близько 30 % порушників кордону затримується за участю дружинників.

### Росія
Помітний спад активності ДНД почався з 1989 року. До цього часу традиційні радянські організаційні форми участі громадськості в боротьбі з правопорушеннями стали малоефективними у зв'язку зі зміною характеристик злочинності. З 1992 року серйозним ударом стала передача комерційним структурам приміщень пунктів громадської охорони правопорядку, приватизація та закриття великих підприємств (трудових колективів яких раніше створювалися багато ДНД)[29], відсутність фінансування. Однак окремі дружини збереглися.
У вересні 1993 року було прийнято Постанову Уряду РФ № 959 від 22.09.1993 «Про заходи щодо посилення охорони громадського порядку на вулицях міст та інших населених пунктів РФ», що встановлювала нормативно-правові засади діяльності дружин на території Російської Федерації. В результаті, В ряді місць ДНД були створені або відновлені: громадський дивізіон «Авторозыск» (спеціалізована ДНД ДАІ Оренбурзького УВС) з 100 чоловік діяв в Оренбурзькій області. Дружинниками ставали передові робітники і службовці за рекомендацією підприємств і організацій, позаштатні співробітники міліції, які працювали на громадських засадах (2 чергування в місяць). Тільки за 1994 рік вони відпрацювали 19 тис. годин, встановили 22015 порушень ПДР, 325 водіїв у стані алкогольного сп'яніння і 320 — не мали водійського посвідчення[30].
У 1993 році народна дружина була відтворена в Москві на підставі тимчасового положення[31]. 26 червня 2002 року мером міста Ю. М. Лужковим і депутатами Московської міської думи був прийнятий закон про Московську міську народну дружину[32], який встановив правові основи і принципи діяльності цього державно-громадського об'єднання. Автор документа — депутат О. Е. Бочаров.
1994 року в Омську діяв оперативний молодіжний загін (31 чол. у віці до 30 років)[33].
1995 року в Ярославській області діяли 185 дружин загальною чисельністю 2000 осіб. Протягом року вони відпрацювали 39 тис. годин, припинили 5 тис. правопорушень і розкрили 196 злочинів. Діяльність ДНД призвела до зниження вуличної злочинності до рівня 1991 року.
Однак вже у 1996 році полковник міліції А. Кольцов зазначив зміни в мотивації дружинників: «проблему залучення громадян у правоохоронну діяльність доводиться вирішувати вже не на ентузіазмі, а на якихось інших засадах, вирішуючи перш за все таке питання, як винагороду за участь в охороні громадського порядку»[34].
В 1995 році в Росії був прийнятий закон «Про громадських об'єднаннях», згідно з яким діяли раніше нормативно-правові документи про діяльність народних дружин були визнані такими, що втратили чинність, а створення та діяльність дружин та інших громадських об'єднань громадян з охорони правопорядку не передбачалися.
Станом на початок 2009 року в Росії діяло понад 34 тисяч громадських формувань правоохоронної спрямованості, в яких перебувало понад 363 тисяч осіб. При цьому, незважаючи на більш ніж скромне матеріально-технічне та фінансове забезпечення ДНД, з участю дружинників у рік розкривалося близько 40 тисяч злочинів і виявлялося понад 400 тисяч адміністративних правопорушень.[36]
У Санкт-Петербурзі щорічно проводиться конкурс на звання найкращого дружинника[37]. Однією з найкращих добровільних народних дружин, відзначених премією Уряду Санкт-Петербурга є Санкт-Петербурзька РОО "ДНД «Ульянка».
30 грудня 2013 року після серії терактів у Волгограді, губернатор Волгоградської області Сергій Боженов повідомив про те, що була утворена дружина. Їх мета — патрулювання вулиць та зупинок громадського транспорту.

### Добровільна Молодіжна Дружина (ДМД)
У травні 2006 року Молодіжним рухом НАШІ було організовано напрям «Добровільна молодіжна дружина» (ДМД)[40][41].
У 2008 р. рух розділилося на автономні проєкти і «ДМД» було перетворено в окрему громадську організацію. 2009 року на Всеросійському зльоті регіонального активу дружини в таборі «Селігер» за підтримки Росмолоді проєкт був реорганізований в Міжрегіональну асоціацію «Добровільні Дружини Країни».[42][43]
Проєкт не був державною програмою, учасники ДМД не мали пільг. У 2011 році Росмолодь припинила фінансування цього проєкту, підрозділи в регіонах були розпущені.

### Інші формування з охорони правопорядку
Нині добровільні дружини з охорони правопорядку діють у ряді регіонів Росії в різних організаційних формах, в тому числі: територіальних дружин з охоронт громадського порядку;
козачих дружин з охорони громадського порядку[44]
студентських загонів охорони правопорядку (СООПР) — створені при деяких ВУЗах[45].
В декількох суб'єктах РФ прийняті нормативно-правові акти, що регламентують діяльність громадських об'єднань громадян з охорони правопорядку[46][47][48]. У деяких випадках, такі об'єднання отримують підтримку з боку органів державної або муніципальної влади.

### Україна
У червні 2000 року був прийнятий закон України «Про участь громадян в охороні громадського порядку і державного кордону» [53], в якому було визначено порядок створення та діяльності громадських формувань по забезпеченню охорони громадського порядку, обов'язки та права їх членів, питання соціального захисту та засобів заохочення і стягнення, які можуть бути застосовані до членів громадських формувань.
У відповідності з наказом МВС України № 379 від 13 червня 2000 року, дружинники були внесені в категорію осіб, яким дозволено мати засоби самооборони: газову і травматичну зброю.
У 2017 році на базі добровольчого полку «Азов» було створено громадське формування «Національні дружини», переважно з молоді та ветеранів бойових дій. Організація займається охороною громадського порядку, завжди виступає на боці народу, дуже часто вступає в конфлікти з так званими «тітушками».

## Показ у культурі й мистецтві
Картина «Дружинники» (СРСР, художник Н. П. Толкунов).
Вірш «Ми народна дружина» (СРСР, М. В. Владимов).
Типовий для 1980-х років приклад участі радянських працівників в ДНД, ставлення до нього цих працівників, взаємовідносини дружинників з міліцією, був показаний в художньому фільмі «найчарівніша і найпривабливіша» (1985) для створення атмосфери життя звичайного радянського НДІ 1980-х років.
Художній фільм «Плюмбум, або Небезпечна гра».